# Гроссер, Петер
Пе́тер Гро́ссер (нем. Peter Grosser; 28 сентября 1938, Мюнхен — 2 марта 2021, Мюнхен) — западногерманский футболист и футбольный тренер, играл на позиции полузащитника.

## Биография

### Игровая карьера
Гроссер в 1958 году присоединился к «Баварии», в которой играл в течение пяти сезонов и стал одни из ключевых игроков мюнхенского клуба. 
В 1963 году перешёл в другой мюнхенский клуб «Мюнхен 1860», но этот переход был неоднозначно оценён болельщиками обеих команд — болельщики «Баварии» считали его предателем, а поклонники «синих» перебежчиком. Однако именно с «синими» Гроссер добился главных успехов с командой, выиграв Кубок Германии в 1964 году и чемпионский титул в 1966 году. Помимо внутренних успехов, «львы» в 1965 году дошли до финала Кубка обладателей кубков УЕФА, где проиграли английскому «Вест Хэму» со счётом 2:0.
В 1969 году Гроссер переехал в Австрию, где в течение пяти сезонов играл за венскую «Аустрию». В этом же клубе он завершил карьеру в 1974 году в возрасте 35 лет.

### Тренерская карьера
Работал главным тренером клуба «Унтерхахинг».

### Смерть
Скончался 2 марта 2021 года в Мюнхене в возрасте 82 лет.

## Достижения
«Мюнхен 1860»
- Чемпион Германии (1) : 1965/66
- Обладатель Кубка Германии (1) : 1963/64
- Финалист Кубка кубков УЕФА: 1965